# IC3PEAK
IC3PEAK est un groupe de musique alternative russe, composé de Nastya Kreslina et de Nikolay Kostylev. Le groupe est reconnaissable par son style très sombre et ses différents genres musicaux, la musique électronique, la witch house, la Trap, la musique alternative, le rock, le metal et la synthpop. Nikolay est le compositeur et Nastya la parolière et chanteuse.
Depuis 2018, à cause du contenu de leurs paroles et notamment des critiques du gouvernement russe, les concerts du groupe ont commencé à être interrompus par les forces de l'ordre. Cela a poussé le groupe à devenir activistes contre la censure que la Russie leur impose.
IC3PEAK a été décrit par ses membres comme « Terroristes de l'Audiovisuel » , en référence à ses intentions de briser les principes établis de la musique et de la culture. Le terme audiovisuel est employé car les membres du groupe accordent une grande importance aux visuels dans leurs œuvres.
Le groupe n’a désigné aucun chef et prend ses décisions ensemble. Chacun est libre d’exprimer son opinion pour n’importe lequel des projets.

## Historique

### Avant IC3PEAK
Nastya et Nikolay se sont rencontrés à l’Université d'État des sciences humaines de Russie. Ils ont tous les deux étudié les langues, particulièrement l’anglais et le suédois. Les deux membres ont grandi dans une famille de musiciens. Le père de Nikolay était chef d’orchestre et la mère de Nastya chanteuse d’opéra, mais même avec une enfance bercée par la musique classique, aucun d'entre eux n'a reçu une formation musicale complète.
Après avoir rencontré des personnes partageant les mêmes idées, ils ont tous les deux décidé d'abandonner leurs études pour se tourner vers leur art. À cette époque, Nikolay avait déjà son propre projet OCEANIA, mais était à la recherche d'une chanteuse. Nastya faisait partie du groupe féminin #PRIPOY, un groupe qui utilisait des instruments non-conventionnels. Après avoir travaillé ensemble, ils décident d'unir leurs forces pour créer un duo musical.
Fatigué des musiques « ordinaires », le duo a pris la décision d’expérimenter différents genres musicaux, à la recherche de nouveauté. Après avoir utilisé des rythmes saccadés, des riffs de guitare peu communs et un traitement informatique de la voix, ils décident de poster leurs différentes musiques sur Internet. Leur premier morceau, Quartz, est par la suite diffusé. Le retour positif des internautes a confirmé leur volonté de casser les codes et les principes de la musique.

### Premières performances et premiers EP
La première performance du groupe a eu lieu en 2013, dans un club de Saint-Pétersbourg. Cependant, la réception a été plutôt mauvaise. Leur seconde performance était à un concert durant la soirée W17CHØU7 à Moscou, devant plus de 600 personnes. Ils ont cette fois-ci reçu un accueil chaleureux du public.
En 2014 sort le premier EP du groupe : SUBSTANCES, sous le label STYLSS, ainsi qu’un clip pour la musique Ether. Viennent ensuite les EP VACUUM, sous le label Stellar Kinematics, Ellipse et I’ll Be Found. C’est durant cette année qu’IC3PEAK fait ses débuts à l’étranger avec des concerts en France et en Lettonie.

### Premiers albums (2015-2016)
Le premier album du groupe, IC3PEAK, n’est pas publié par un label, mais par le groupe lui-même en 2015. より多くの愛 (Plus d'amour) , son deuxième album, sort la même année.
Fin 2015, le duo organise un concert au Brésil. Ils sont surpris de voir à quel point ils étaient connus là-bas, principalement par des immigrés parlant Russe. À la suite de ce concert, ils organisent une tournée en Europe. Selon eux, l'auditoire le plus surprenant était celui de Pologne, où les spectateurs les ont calmement écoutés et ont seulement applaudi entre les musiques, au lieu de danser et de chanter avec le duo.
Dans une volonté d’améliorer la qualité sonore de leurs musiques, ils commencent à enregistrer dans un studio. Pour pallier le manque d’argent pour utiliser le studio, le groupe a effectué une tournée de deux mois dans les CEI ainsi qu’en Europe. Ils ont dans un même temps financé leur album à l’aide du financement participatif.
L’année suivante, IC3PEAK organise une nouvelle tournée au Brésil, aux États-Unis et au Mexique. Ils sortent également son troisième album, FALLAL, parallèlement aux clips de Go With the Flow et So Safe. Les deux singles Really Really et Kawaii / Warrior sont par la suite publiés.
À la suite des sorties récentes du groupe, les fans remarquent que les musiques deviennent plus raffinées et que les paroles ont plus de sens.

### Сладкая Жизнь (Vie douce) (2017)
En 2017, le duo sort l’EP So Safe puis les singles KTO et Monster. En novembre, l’album Сладкая Жизнь sort. Il s’agit de leur premier album entièrement en russe, le clip de Грустная Сука (Triste salope) accompagne la sortie de l’album.
Plus tard cette année, ils vont faire une tournée aux USA et en Amérique Latine.
C'est avec cet album, et notamment avec Грустная Сука qu'ils connaissent une certaine notoriété

### СКАЗКА (Conte de fée) et censure (2018-2019)
Leur cinquième album, СКАЗКА, sort le 18 septembre 2018 et est plus axé vers l’horreur avec des éléments sur ce thème. L’album est accompagné d’un clip pour la musique éponyme à l’album.
En automne, les concerts d’IC3PEAK commencent à être perturbés et annulés par les forces de l’ordre. Ces derniers ferment des clubs sous des prétextes plus ou moins pertinents. C'est notamment à Voronej, Kazan, Ijevsk et Saratov.
2019 est une année où la publication de nouveaux contenus n’a pas été possible, à cause de la censure du gouvernement russe à laquelle le groupe fait face. Le duo se tourne donc vers le militantisme. Le 10 mars 2019, ils participent au rassemblement Against the Isolation of the Russian Internet, où ils ont interprété Смерти Больше Нет (No more death).
Le 30 août 2019, ils participent à un second rassemblement de 60 000 personnes, Let us regain the right of vote, à Moscou. Ils y ont interprété plusieurs de leurs musiques.

### До Свидания (Au Revoir) (2020)
En 2020, IC3PEAK sort son sixième album, До Свидания, ainsi que les clips de Марш (La marche) et Плак-Плак (Bou-Hou). Ces deux vidéos ont atteint plus d’un million de vues sur YouTube en moins de 24 heures. Les rappeurs ZillaKami, Ghostemane et le Russe Husky sont présents dans cet album.
Une tournée européenne initialement prévu début 2020, a dû être reportée à la fin de l'année et en 2021 à cause de la pandémie du coronavirus.

## Origine du nom
Le duo a pendant longtemps cherché un nom pour leur groupe. Selon eux, le nom devait refléter le style particulier de leurs musiques et par conséquent, être original. Ne trouvant rien, ils ont décidé de nommer leur groupe selon le premier mot qu’ils verraient. Le mot choisi, Icepeak, est une marque finlandaise dont le nom était écrit sur la coque de l’ordinateur portable de Nastya. Afin d’éviter tout conflit avec la marque, ils ont changé le e en 3.

## Discographie

### Albums
- 2015 : IC3PEAK
- 2015 : より多くの愛 (Plus d'amour)
- 2016 : Fallal
- 2017 : Сладкая Жизнь (Vie douce)
- 2018 : СКАЗКА (Conte de fée)
- 2020 : До Свидания (Au Revoir)
- 2022 : Kiss of Death (Le Baiser de la mort)
- 2025 : Coming Home (Rentrer à la maison)

### E.P.
- 2014 : SUBSTANCES
- 2014 : I'LL BE FOUND
- 2014 : VACUUM

### Singles
- 2014 : Ellipse
- 2016 : Really Really
- 2016 : Kawaii / Warrior
- 2017 : So Safe
- 2017 : KTO
- 2017 : Monster
- 2018 : This World Is Sick
- 2023 : Hey
- 2023 : Tears, pain and blood